# Ports de la Generalitat
Ports de la Generalitat és una empresa pública creada el 1998 amb l'aprovació de la Llei de Ports de la Generalitat de Catalunya. Està adscrita al Departament de Territori, Habitatge i Transició Ecològica i gestiona directament o indirecta 45 ports del sistema portuari català, 4 embarcadors i diverses instal·lacions marítimes menors, que són titularitat de la Generalitat de Catalunya. Dirigeix, planifica i gestiona els ports pesquers, esportius i comercials no concessionats i regula també els usos de les instal·lacions comercials, culturals, esportives, lúdiques i recreatives vinculades a l’activitat portuària o marítima que afavoreixen l’equilibri econòmic i social dels ports, les dàrsenes i les instal·lacions marítimes. Alhora, aplica les mesures correctores apropiades per a la protecció del medi natural i de la qualitat de les aigües marítimes.
Ports de la Generalitat té personalitat jurídica i patrimoni propis, autonomia administrativa i econòmica i capacitat d'obrar per al compliment de les seves finalitats, cosa que garanteix l'eficàcia i la diligència en el compliment de les seves funcions i en la prestació dels seus serveis.

## Ports gestionats

### Zona portuària nord
- Port de Portbou
- Port de Colera
- Port de Llançà
- Port del Port de la Selva
- Port de Roses
- Marina dels Canals de Santa Margarida
- Marina d'Empuriabrava
- Port de l'Escala
- Port de l'Estartit
- Port d'Aiguablava
- Port de LLafranc
- Port Marina Palamós
- Port de Palamós
- Port Marina Port d'Aro
- Port de Sant Feliu de Guíxols
- Port Cala Canyelles
- Port de Blanes

### Zona portuària centre
- Port d'Arenys de Mar
- Port Balís
- Port de Mataró
- Port de Premià de Mar
- Port del Masnou
- Port de Badalona
- Port Fòrum
- Port Olímpic
- Port Ginesta
- Port del Garraf
- Port de Vallcarca
- Port de Sitges- Aiguadolç
- Port de Vilanova i la Geltrú

### Zona portuària sud
- Port Segur-Calafell

- Port de Coma-ruga
- Port de Roda de Berà
- Port de Torredembarra
- Port de Salou
- Port de Cambrils
- Port de l'Hospitalet de l'Infant
- Port de Calafat
- Port de Sant Jordi d'Alfama
- Port de l'Ametlla de Mar
- Port de l'Ampolla
- Port de Deltebre
- Port de la Ràpita
- Port d'Alcanar
- Port de les Cases d'Alcanar
- Embarcador de Sant Jaume d'Enveja
- Embarcador de Deltebre
- Embarcador d'Amposta
- Embarcador de Tortosa